# Ле-Мон-д'Анден
Ле-Мон-д'Анден (фр. Les Monts d'Andaine) — муніципалітет у Франції, у регіоні Нижня Нормандія, департамент Орн. Ле-Мон-д'Анден утворено 1 січня 2016 року шляхом злиття муніципалітетів Сен-Морис-дю-Дезер i Ла-Соважер. Адміністративним центром муніципалітету є Ла-Соважер. Населення — 1735 осіб (01.01.2021).